# Mỵ Ê
Mỵ Ê (chữ Hán: 媚醯), không rõ họ gì, là một Vương phi của Chiêm Thành vào thế kỷ 11. Bà là vợ hoặc thiếp của Quốc vương Chiêm Thành là Sạ Đẩu.

## Câu chuyện

### Chép trong Toàn thư
Câu chuyện về Mỵ Ê được ghi rất đơn giản trong Đại Việt sử ký toàn thư. Căn cứ theo Toàn thư, Chiêm Thành vương khi ấy có tên chữ Hán là Sạ Đẩu (乍斗), tiếng Phạn là vương hiệu "Jaya Sinhavarman II", là vị quốc vương cuối cùng của triều đại thứ VII làm chủ Indrapura. Từ khi lên ngôi, Sạ Đẩu bất hòa với nhà Lý dưới thời Lý Thái Tông, do đó Thái Tông từng ra chỉ: "Tiên đế mất đi, đến nay đã 16 năm rồi, mà Chiêm Thành chưa từng sai một sứ giả nào sang là cớ gì? Uy đức của trẫm không đến họ chăng? Hay là họ cậy có núi sông hiểm trở chăng?". Các quan đáp: "Bọn thần cho rằng đó là vì đức của bệ hạ tuy có đến nhưng uy thì chưa rộng. Sao thế? Vì từ khi bệ hạ lên ngôi đến giờ, họ trái mệnh không đến chầu, bệ hạ chỉ ban ơn để vỗ về, chưa từng ra oai dùng võ để đánh phạt, đó không phải là cách làm cho người ta sợ oai. Bọn thần e rằng các chư hầu khác họ trong nước đều như Chiêm Thành cả, há chỉ riêng người Chiêm mà thôi đâu".
Vào năm Minh Đạo thứ 3 (1044), Lý Thái Tông tiến đánh Chiêm Thành. Trong khi đó triều chính Chiêm có sự bội phản, tướng Chiêm là Quách Gia Dĩ (郭加彛) đã chém chết chúa Sạ Đẩu rồi đầu hàng. Quân Đại Cồ Việt chiếm được thành Phật Thệ, bắt hàng trăm cung nữ, ca kỹ và nhạc công mang về, trong đó có cả Mỵ Ê. Đến hành cung tại Lý Nhân, Lý Thái Tông sai quan trung sứ triệu bà sang hầu ngủ cho nhà Vua, thì Mỵ Ê lấy chiên trắng quấn quanh mình rồi nhảy xuống sông Châu Giang mà chết. Lý Thái Tông khen bà trinh liệt, phong làm Hiệp Chính Hựu Thiện phu nhân (協正佑善夫人).
Sử thần Ngô Sĩ Liên khen tặng Mỵ Ê như sau:
| “                                                          | Phu nhân giữ nghĩa không chịu nhục, chỉ theo một chồng cho đến chết, để toàn vẹn trinh tiết của người đàn bà. Người làm tôi mà thờ hai vua tức là tội nhân đối với Phu nhân. Vua khen là trinh tiết, phong làm phu nhân để khuyến khích người đời sau là đáng lắm. | ” |
| — Trích từ Đại Việt sử ký toàn thư - "Lý Thái Tông bản kỷ" | |   |

### Việt điện u linh tập
Sách Việt điện u linh tập cũng có ghi câu chuyện này của Mỵ Ê, với một vài chi tiết hơn so với Toàn thư ghi nhận. Theo U linh tập, truyện của Mỵ Ê được ghi với tên là Hiệp Chính Hựu Thiện Trinh Liệt Chân Mãnh phu nhân (協正佑善貞烈真猛夫人):
| “                                                                                    | Phu nhân không rõ họ gì, người nước Chiêm Thành, tên là Mỵ Ê, vợ của Vua nước Chiêm Thành tên là Sạ Đẩu. Triều vua Thái Tông nhà Lý, Sạ Đẩu không tu chức cống, thất lễ phiên thần, vua Thái Tông thân hành đem quân Nam chinh. Sạ Đẩu bày tượng trận ở sông Bố Chính, dần dần bị Vương sư đánh phá. Sạ Đẩu tử trận, các cung phi thê thiếp của Sạ Đẩu đều bị bắt sống đem về. Thuyền về đến sông Lý Nhân, Vua nghe Phu nhân có sắc đẹp, mới mật sai quan Trung sứ vời Phu nhân đến chầu Ngự thuyền. Phu nhân không giấu được sự phẫn uất, chối từ rằng: "Vợ hầu của Mường mọi, y phục xấu xí, ngôn ngữ quê mùa, không giống các bậc phi tần Trung Hoa. Nay quốc phá phu vong, chỉ nguyện có chết là thỏa lòng, nếu áp bức hợp loan sợ ô uế long thể". Thế rồi Phu nhân lấy tấm chăn quấn kín mình lại (vải tốt của Chiêm Thành), nguyện phó tính mạng cho dòng sông. Một tiếng đánh ầm, hình bóng mỹ nhân đã cuốn theo dòng nước mất tích. Thái Tông kinh dị, tự hối và cho người cấp cứu nhưng không kịp nữa. Chỗ ấy về sau, mỗi khi đêm vắng sông êm, trăng thanh sao sáng, thường nghe có tiếng đàn bà khóc than, dân trong thôn lấy làm lạ mới làm đơn xin lập đền thờ tự, từ đấy không nghe có tiếng than khóc nữa. Sau vua Thái Tông (chỉ Trần Thái Tông vì sách này soạn đời Trần) có ngự đến sông Lý Nhân, thuyền chèo giữa dòng thì trông thấy trên bờ có đền thờ. Vua lấy làm lạ mới hỏi tả hữu; tả hữu đem chuyện của Phu nhân tâu cho Vua nghe. Vua ngồi lặng thinh hồi lâu mới bảo rằng: "Không ngờ Man nữ lại có bậc u trinh như thế, quả là một hạng gái phi thường, thế nào bà ta cũng báo Trẫm". Đêm ấy đã canh ba, trời gần sáng, hốt nhiên nghe một trận gió thơm, khí lạnh buốt người, thấy một người đàn bà vừa lạy vừa khóc rằng: "Thiếp nghe đạo làm đàn bà là Tòng nhất nhi chung, Tiên vương của thiếp tuy chẳng dám cùng bệ hạ tranh xung nhưng cũng là một bậc nam tử, một phương kỳ tài, thiếp được lam dự khăn lược, ân ái thao vinh: bất hạnh quốc phá phu vong, thiếp đêm ngày thê lương chỉ lo đồ báo, nhưng quần thoa yếu ớt biết tính làm sao? May nhờ hồng ân bệ hạ sai sứ đưa thiếp xuống tuyền đài cùng chồng hội diện, sở nguyện của thiếp được thỏa mãn rồi còn có linh gì mà dám đến đây đường đột?". Nói đoạn biến mất. Vua thất kinh tỉnh vậy, thời là một giấc chiêm bao. Vua truyền đem lễ vật và rượu đến đền cúng tạ, phong Hiệp Chính vương. Về sau xa gần cầu đảo, đều có linh ứng. Niên hiệu Trùng Hưng năm đầu, sắc phong Hiệp Chính Hựu Thiện phu nhân, năm thứ 4 lại thêm hai chữ Trinh Liệt. Năm Hưng Long thứ 21, lại gia phong hai chữ Chân Mãnh, đến nay vẫn còn phụng sự, càng thấy linh ứng vậy. | ” |
| — Trích từ Việt điện u linh tập - Hiệp Chính Hựu Thiện Trinh Liệt Chân Mãnh phu nhân | |   |

Tuy nhiên, hiện nay do qua quá nhiều giai đoạn lịch sử, không xác định được cụ thể ngôi đền này nằm tại vị trí nào dọc sông Châu Giang.

## Trong văn học
Nhà thơ Tản Đà có làm bài thơ Tâm sự nàng Mỵ Ê nói về bà:
Châu giang một giải sông dài,
Thuyền ai than thở, một người cung phi!
Đồ Bàn thành phá hủy,
Ngọa Phật tháp thiên di.
Thành tan, tháp đổ
Chàng tử biệt,
Thiếp sinh ly.
Sinh ký đau lòng kẻ tử quy!
Sóng bạc ngàn trùng
Âm dương cách trở
Chiên hồng một tấm,
Phu thê xướng tùy.
Ôi mây! Ôi nước! Ôi trời!
Đũa ngọc, mâm vàng, giọt lụy rơi.
Nước sông trong đục,
Lệ thiếp đầy vơi
Bể bể, dâu dâu, khóc nỗi đời!
Trời ơi! Nước hỡi! Mây hời!
Nước chảy, mây bay, trời ở lại,
Để thiếp theo chồng mấy dặm khơi!...
Ngoài ra còn có rất nhiều tác phẩm khác của các nhà thơ như Lê Thánh Tông, Nguyễn Nhược Pháp, Lý Đông A...